# Броненосные крейсера типа «Девоншир»
Броненосные крейсера типа «Девоншир» — серия кораблей британского королевского флота, построенная в начале XX века. Стали улучшенной версией броненосных крейсеров типа «Кент», в королевском флоте числились крейсерами 1-го класса. Всего построено 6 единиц: «Девоншир» (Devonshire), «Хэмпшир» (Hampshire), «Карнарвон» (Carnarvon), «Антрим» (ирл. Antrim), «Роксборо» (Roxburgh), «Аргайл» (скотс Argyll). Все они принимали активное участие в Первой мировой войне. Стали последними броненосными крейсерами Великобритании, предназначенными прежде всего для действий на коммуникациях.
Следующие серии британских броненосных крейсеров предназначались главным образом для действий в качестве авангарда линейных сил. Их первой версией стали броненосные крейсера типа «Дюк оф Эдинбург». В некотором смысле идеологическим продолжением крейсеров типа Каунти стали крейсера типа «Хаукинс».

## Проектирование
Эти корабли были спроектированы для противостояния французским броненосным крейсерам типа «Глуар» в войне на торговых путях. Филип Уоттс бывший ранее проектировщиком эльсвикских крейсеров, был сторонником бо́льшего количества вооружения и от создателя «О’Хигенса» и «Идзумо» ожидали многого. Он был фанатом 9,2" орудий и полагал, что крейсер должен быть защищён от 6" орудий.
Крейсера не должны были участвовать в действиях броненосного флота, их броня, артиллерия, скорость соответствовали задачи боя с французскими броненосными крейсерами.
Потерпев неудачу с шестидюймовыми двухорудийными башнями, британцы решили вернуться к вооружению «Блейка», но не вышло — 234-мм (9,2") орудия в башнях не лезли в зауженные оконечности. Положение спасло новое 190 мм орудие. По проекту корабли должны получить две установки в башнях в носу и корме. Уже после начала постройки приняли решение вместо носовых двухъярусных казематов установили пару 190 мм побортно.

## Конструкция
Корабли были предназначены для защиты торговли, и их конструкция была похожа на тип «Монмут», за исключением того, что двухорудийные 152-мм башни и передние двойные казематы были заменены на четыре башни с 190-мм одиночными орудиями. Вооружение и бронирование было усиленно, что бы один на один противостоять французским броненосным крейсерам типа «Глуар». В свою очередь это повлекло уменьшение максимального хода на один узел. Заметно изменился внешний вид кораблей — новые требования Королевского флота считали необходимым низкий силуэт и по возможности малой высотой труб.

### Силовая установка
Крейсера этого типа закладывались одновременно с броненосцами типа «Кинг Эдуард VII» и были использованы для сравнения новых типов котлов. Для тестирования были выбраны четыре типа использовавшиеся на флоте: британские Babcock & Wilcox и Ярроу, французский Никлосса и немецкий Дюрра, которые устанавливались в дополнение к цилиндрическим. Это было связано с возобладавшими в Британском адмиралтействе взглядами, что крейсера должны иметь смешанную установку из водотрубных и огнетрубных котлов. Огнетрубные предназначались для обеспечения большей дальности, а водотрубные для быстрого форсирования.
Две четырёхцилиндровые паровые машины тройного расширения, снабжались паром из шести огнетрубных котлов Шотландского типа находившиеся в кормовой кочегарке. Котлы в остальных кочегарках отличались от корабля к кораблю. Масса силовой установки по сравнению с предыдущим типом увеличилась с 1795 до 1945 тонн. Проектная мощность силовой установки по сравнению с предыдущем типом крейсеров была снижена на 1000 л. с. и составила 21 000 л. с., проектная скорость уменьшилась на полузла, считали что увеличенная длина и лучшая форма корпуса компенсируют большее водоизмещение. Полный запас угля составил 1800 дл. тонны. Корабли оказались перегруженными и проектная скорость оказалась недостижима. Корабли развивали около 22 узлов.

### Бронирование
Главный броневой пояс по ватерлинии состоял из плит крупповской брони. Плиты имели толщину 152 мм, высоту 3 м. Длина пояса составляла 74 м.
Главный пояс замыкался броневыми траверзами из 127-мм плит.
Горизонтальная защита была представлена бронепалубой, простиравшейся на всём протяжении корабля, и её толщина составляла 19-51 мм.
Башни главного калибра защищались 127-мм бронёй, а их барбеты — 152-мм.
Боевая рубка защищалась 305-мм бронёй.

### Вооружение
ГК состоял из четырёх 7,5 дюймовых (190-мм) орудий Mk I длиной 45 калибров, располагавшихся в четырёх одноорудийных башнях по одному на носу и на корме и по одному с каждой стороны надстройки. Пушки стреляли 91 кг снарядами на дальность 12 600 м.
Средний калибр из шести BL 6-дюймовых Mk VII орудий находился в казематах посередине судна. Четыре из них были установлены на главной палубе и не могли использоваться при сильном волнении. Они стреляли 45,4 кг снарядами и имели максимальную дальность 11 200 м.
Странным казался отказ от 76,2-мм противоминных орудий.
Крейсера несли 18 абсолютно устаревших скорострельных 3-фунтовых пушек Гочкиса и два подводных 18-дюймовых торпедных аппарата.
Для вооружения десанта имелись две 12-фунтовых 8 CWT пушки.
Корабли оснащались 6-дюймовыми пушками, порты которых находились даже ближе к воде, чем нижние 6-дюймовые порты Дрейков, которые «вряд ли можно использовать, кроме как при мёртвом штиле». В большинстве случаев можно было рассчитывать на три 7,5 дюймовых и одну шестидюймовку.

## Служба
- Антрим, спущен на воду 8 октября 1903 года, продан на слом 19 декабря 1922 года[3].
- Аргайл, спущен на воду 3 марта 1904 года, потерпел крушение 28 октября 1915 года[3].
- Карнарвон, спущен на воду 7 октября 1903 года продан на слом 8 ноября 1921 года[3].
- Девоншир, спущен на воду 30 апреля 1904 года. Входил в 3-й эскадры крейсеров Гранд-Флита, 6 августа 1914 года захватил германское торговое судно. Продан на слом 9 мая 1921 года[3].
- Хэмпшир, спущен на воду 24 сентября 1903 года, подорвался на мине в Северном море 5 июня 1916 года[3].
- Роксборо, спущен на воду 19 января 1904 года, продан 8 ноября 1921 года[3].

## Оценка проекта
|                                 | «Девоншир»                                                    | «Глуар»                                               | «Колорадо»                                        | «Кент»                                      | «Йорк»                                          | «Идзумо»                                          | «Баян»                                       | «Леон Гамбетта»                                 |
| ------------------------------- | ------------------------------------------------------------- | ----------------------------------------------------- | ------------------------------------------------- | ------------------------------------------- | ----------------------------------------------- | ------------------------------------------------- | -------------------------------------------- | ----------------------------------------------- |
| Год закладки                    | 1903                                                          | 1899                                                  | 1901                                              | 1900                                        | 1903                                            | 1898                                              | 1900                                         | 1901                                            |
| Год ввода в строй               | 1905                                                          | 1903                                                  | 1905                                              | 1903                                        | 1905                                            | 1900                                              | 1903                                         | 1905                                            |
| Водоизмещение нормальное, т     | 11 024                                                        | 9856                                                  | 13 899                                            | 9957                                        | 9533                                            | 9906                                              | 7326                                         | 11 959                                          |
| Полное, т                       | 13 053                                                        | ?                                                     | 15 380                                            | 11 176                                      | 10 266                                          | 10 470                                            | 8238                                         | 13 108                                          |
| Мощность ПМ, л. с.              | 21 000                                                        | 21 800                                                | 23 000                                            | 22 000                                      | 19 000                                          | 14 500                                            | 16 500                                       | 27 500                                          |
| Максимальная скорость, узл      | 22                                                            | 21,5                                                  | 22                                                | 23                                          | 21                                              | 20,75                                             | 20,9                                         | 22,5                                            |
| Дальность, миль (на ходу, узл.) | 8500 (10) (проектная)                                         | 6500(10)                                              | 6000 (10)                                         | 6600 (10)                                   | 4200 (12)                                       | 4900 (10)                                         | 3900 (10)                                    | 6500(10)                                        |
| Бронирование, мм                |                                                               |                                                       |                                                   |                                             |                                                 |                                                   |                                              |                                                 |
| Тип                             | КС                                                            | ГС                                                    | КС, ГС                                            | НКС                                         | КС                                              | КС                                                | ГС                                           | КС                                              |
| Пояс                            | 152                                                           | 150                                                   | 152                                               | 102                                         | 100                                             | 178                                               | 200                                          | 150                                             |
| Палуба(скосы)                   | 25(32)                                                        | 55(45)                                                | 37(102)                                           | 19-51                                       | 40(60)                                          | 63(63)                                            | 60                                           | 55-60(65)                                       |
| Башни                           | 127                                                           | 170                                                   | 165                                               | 127                                         | 150                                             | 152                                               | 150                                          | 170                                             |
| Барбеты                         | 152                                                           | 140                                                   | 152                                               | 127                                         | 150                                             | 152                                               | 150                                          | 140                                             |
| Рубка                           | 305                                                           | 150                                                   | 229                                               | 254                                         | 150                                             | 356                                               | 160                                          | 150                                             |
| Вооружение                      | 4×1×190-мм/45 6×1×152-мм/45 2×1×76,2-мм/28 18×1×47-мм/43 2 ТА | 2×194-мм/40 8×1×164-мм/45 6×100 мм 18×1×47-мм/43 2 ТА | 2×2×203-мм/40 14×1×152-мм/50 18×1×76,2-мм/50 2 ТА | 14(2×2,10×1)×152-мм/45 10×1×76,2-мм/40 2 ТА | 2×2×210-мм/40 10×1×150-мм/40 14×1×88-мм/30 4 ТА | 2×2×203-мм/40 14×1×152-мм/40 12×1×76,2-мм/40 5 ТА | 2×203-мм/40 8×1×152-мм/45 20×1×75-мм/50 2 ТА | 2×2×194-мм/40 16×1×164-мм/45 22×1×47-мм/43 4 ТА |

Вошли в строй одновременно с близкими по размерам французскими броненосными крейсерами типа «Леон Гамбетта» и, при одинаковой скорости хода, уступали им и в бронировании, и в вооружении. Вес бортового залпа «Девоншира» составлял 408 кг, а «Гамбетты» 778 кг.
«Девонширам» не довелось утопить или существенно повредить ни одного неприятельского корабля, в отличие от своих младших братьев — «Кентов», не пригодных для «большого боя», но оказавшихся неожиданно полезными и востребованными в отдаленных морях и океанах. Из-за низкой скорости «Девонширы» просто не успевали к месту боя, так в бою у Фолкпендов «Карнарвон» далеко отстал от своих «младших братьев» и отличился в качестве наиболее бесполезной единицы британской эскадры.

## Комментарии
1. ↑  Для британских и американских кораблей в источниках водоизмещение даётся в длинных тоннах, поэтому оно пересчитано в метрические тонны